# Rue de la Charité (Saint-Josse-ten-Noode)
Pour les articles homonymes, voir Rue de la Charité.
La rue de la Charité (en néerlandais: Liefdadigheidstraat) est une rue bruxelloise de la commune de Saint-Josse-ten-Noode qui va de la chaussée de Louvain à la rue Joseph II.
La numérotation des habitations va de 3 à 51 pour le côté impair et de 4 à 48 pour le côté pair.
Au no 41 à 45 se trouve l'ancien couvent des Sœurs-Apôtres du Saint Sacrement avec la Chapelle Sainte-Julienne en cour arrière. Le bâtiment de l'ancien couvent abrite aujourd'hui le siège de Caritas International et de Caritas Europa.

## Bâtiments remarquables
- Ateliers Mommen, cité d’artistes, no 37
- Musée Charlier, la façade arrière du musée, dessinée par Victor Horta, donne sur la rue, no 42
- Chapelle Sainte-Julienne, no 41 à 45